# Chilă

Chila unui iaht (roşu)

O chilă (de navă) este un element principal din structura longitudinală a navei, constituit dintr-o grindă metalică continuă sau o filă de tablă groasă instalată de la prova la pupa, în planul diametral, pe fundul navei. La extremitățile prova și pupa chila se îmbină cu etrava, respectiv cu etamboul, formând împreună nervura principală pe care se fixează cadrele transversale și filele bordajului exterior. 
După forma și caracteristicile constructive se disting: 
- chila masivă;
- chila plată;
- chila cheson sau chila tunel.

De o parte și de alta a chilei se îmbină filele galbordului. Împreună cu celelalte elemente de structură longitudinală ale osaturii fundului, chila și filele galbordului constituie elementele de bază ale rezistenței longitudinale a navei, la partea inferioară a grinzii navei  și la maximă distanță de fibra neutră a grinzii echivalente.